# São Caetano do Sul
São Caetano do Sul este un oraș în São Paulo (SP), Brazilia.